# Mathilde Mathieu
Pour les articles homonymes, voir Mathieu.
Mathilde Mathieu est une journaliste française née en 1977.
Membre de Mediapart depuis sa création, ses sujets de prédilections sont les coulisses et le financement de la vie politique, le train de vie des élus et depuis 2018, les migrations.

## Biographie
Mathilde Mathieu est diplômée de l'Institut d'études politiques de Paris et du Centre de formation des journalistes de Paris,. 
Elle commence sa carrière au Monde de l'éducation en 2002 puis passe au service société du Monde en 2003,. Elle dirige ensuite de 2004 à 2007 la rubrique Éducation du magazine La Vie pour lequel elle effectue également des reportages en Asie du Sud-est et en Afrique.
Elle intègre Mediapart à son lancement en 2008 et son équipe politique, aux côtés de Stéphane Alliès, Gérard Desportes et Marine Turchi. Pendant huit ans, elle travaille sur le financement de la vie politique,. Elle se consacre depuis avril 2018 à des enquêtes et reportages sur les migrations. 
Le 26 janvier 2018, elle reçoit des mains d’Édith Talarczyck, le prix éthique Anticor de la révélation des mauvaises pratiques parlementaires pour « son inlassable travail sur le fonctionnement du Parlement et pour avoir révélé le scandale des étrennes des sénateurs »,. 

## Enquêtes majeures

### Financement des comptes de campagne
À partir de 2010, elle est l’une des premières journalistes à s’intéresser de près aux comptes de campagne électorale. À la suite des révélations de l’affaire Woerth-Bettencourt, elle étudie les « partis de poche », notamment d’Éric Woerth et Nicolas Sarkozy et les différentes stratégies de financement des candidats. Elle découvre que la Commission nationale des comptes de campagne et des financements politiques (CNCCFP) n’a que très peu de pouvoir, l’affaire Bygmalion montrant en 2012 que le plafond des dépenses n’est pas respecté. Elle propose en 2016 sur le plateau de Public Sénat de confier à la Cour des comptes le contrôle des comptes des partis politiques. 

### Emplois des attachés parlementaires
En 2014, elle publie une enquête sur les emplois familiaux où elle révèle que « 20% des députés embauchent leur épouse, leur cousin, leur cousine... » L'Assemblée nationale a en effet rémunéré cette année-là 52 épouses, 28 fils et 32 filles de 115 députés sur 577,. Les résultats de son enquête, peu remarqués à l’époque sont repris en 2017 durant l’affaire Penelope Fillon,.

### Les «étrennes» des sénateurs UMP
Mathilde Mathieu mène un travail de fond sur les abus et privilèges des sénateurs. Elle publie dès 2008 une série d’articles où elle s’interroge sur leur rôle, leurs indemnités ou encore leur absentéisme,. 
En 2015, elle révèle l’existence des « étrennes » occultes des sénateurs UMP et l’affaire Henri de Raincourt sur le compte caché des sénateurs UMP,,.